# Mário Jardel
Mário Jardel de Almeida Ribeiro (* 18. září 1973, Fortaleza) je bývalý brazilský fotbalista. Hrával na pozici útočníka.
Roku 1993 se stal mistrem světa do 20 let. Za brazilskou seniorskou reprezentaci odehrál 9 utkání a vstřelil 1 branku.
S Grêmio Alegre vyhrál roku 1995 Pohár osvoboditelů (Copa Libertadores), nejprestižnější jihoamerickou klubovou soutěž. S Galatasaray Istanbul získal roku 2000 Superpohár UEFA. Čtyřikrát se stal mistrem Portugalska, třikrát s FC Porto (1996/97, 1997/98, 1998/99), jednou se Sportingem Lisabon (2001/02). Třikrát získal portugalský pohár, dvakrát s Portem (1998, 2000), jednou se Sportingem (2002).
Pětkrát se stal nejlepším střelcem portugalské ligy a získal tak ocenění Bola da Prata (1996/97, 1997/98, 1998/99, 1999/00, 2001/02). Roku 1995 byl nejlepším střelcem Poháru osvoboditelů, v sezóně 1999/00 nejlepším střelcem Ligy mistrů. Dvakrát vyhrál Zlatou kopačku, ocenění pro nejlepšího ligového střelce Evropy (1999, 2002).